# みゆきつかさ
みゆき つかさ（1973年12月8日 - ）は、日本の元AV女優。アイドル「原宿探検隊」のメンバーとしても活動。

## 作品

### アダルトビデオ
- プッチンぷりん　～都市型携帯アイドル～ （1992年9月29日、ティファニー （Tiffany））
- 制服姿でイッてきます　～新妻は女子校生～ （1992年11月7日 、ティファニー （Tiffany））
- ブルマーを脱いじゃってから　～つかさの悶絶体験～ （1992年12月22日、ミス・クリスティーヌ （Miss Christine））